# Mercuès
Mercuès é uma comuna francesa na região administrativa de Occitânia, no departamento de Lot. Estende-se por uma área de 7,24 km². Em 2010 a comuna tinha 1 147 habitantes (densidade: 158,4 hab./km²).